# Joseph Vargas
Joseph „Joe“ Michael Vargas (* 4. Oktober 1955 in Los Angeles, Kalifornien) ist ein ehemaliger Wasserballspieler aus den Vereinigten Staaten. Er gewann 1984 die olympische Silbermedaille. 1979 und 1983 siegte er mit der Nationalmannschaft der Vereinigten Staaten bei den Panamerikanischen Spielen.

## Karriere
Der 1,90 m große Joseph Vargas besuchte die Los Altos High School, das Mt. San Antonio Junior College und anschließend die University of California, Los Angeles. Im Verein spielte er bis 1986 für die Newport Athletic Foundation. Mit Newport wurde er mehrfach Meister der Vereinigten Staaten.
Von 1977 bis 1984 spielte Vargas in der Nationalmannschaft der Vereinigten Staaten. Bei der Weltmeisterschaft 1978 in West-Berlin belegte das US-Team den fünften Platz. Sein erster großer Erfolg war der Sieg bei den Panamerikanischen Spielen 1979 in San Juan vor den Mannschaften aus Kuba und Kanada. Die Olympischen Spiele 1980 verpasste Vargas wegen des Olympiaboykotts.
1982 belegte er mit der US-Mannschaft den sechsten Platz bei der Weltmeisterschaft in Guayaquil. Im Jahr darauf siegte das US-Team bei den Panamerikanischen Spielen 1983 in Caracas, auf den Medaillenrängen folgten Kuba und Kanada. Bei den Olympischen Spielen 1984 in Los Angeles hatte seine Mannschaft eine Torbilanz von 32:17 in der Vorrunde und von 43:34 in der Hauptrunde. Das letzte Spiel gegen Jugoslawien endete mit 5:5, die Jugoslawen erhielten wegen der mehr erzielten Tore die Goldmedaille vor dem US-Team. Vargas warf im Turnierverlauf fünf Tore, davon zwei im abschließenden Spiel gegen Jugoslawien.
Joseph Vargas wurde später Immobilienhändler. Sein 1961 geborener Bruder John Vargas nahm 1992 am olympischen Wasserballturnier teil.